# Canton d'Agde
Le canton d'Agde est une circonscription électorale française située dans le département de l'Hérault, dans les arrondissements de Béziers et de Montpellier.
À la suite du redécoupage cantonal de 2014, les limites territoriales du canton sont remaniées. Le nombre de communes du canton passe de 4 à 5.

## Représentation

### Conseillers généraux de 1833 à 2015
| Période | Période      | Identité                       | Étiquette                       | Qualité |
| ------- | ------------ | ------------------------------ | ------------------------------- | --- |
| 1833    | 1842         | Antoine Floret                 |                                 | Négociant à Agde |
| 1842    | 1848         | Pierre André Décius Bousquet   |                                 | Négociant à Agde, Président du Tribunal de commerce                                                                                         |
| 1848    | 1852         | Etienne Joseph Rigaud-Caussat  |                                 | Négociant, maire d'Agde (1848-1851) |
| 1852    | 1871         | Jacques-Antoine Coste-Floret   |                                 | Industriel, Président du Tribunal de Commerce Maire d'Agde (1853-1878)                                                                      |
| 1871    | 1879 (décès) | Jean-Pierre Lignon (1827-1879) | Conservateur                    | Notaire à Agde |
| 1879    | 1888 (décès) | Henry Maffre                   | Radical                         | Propriétaire, maire de Marseillan |
| 1888    | 1895         | François Salva                 | Socialiste                      | Pharmacien à Agde |
| 1895    | 1901         | Marcel Crouzilhac              | Républicain rallié              | Maire d'Agde (1892-1900) |
| 1901    | 1919         | Jean Bédos                     | Rad.                            | Docteur en médecine - Maire d'Agde (1900-1919)                                                                                              |
| 1919    | 1940         | Pierre Bertouy                 | PRS puis URD                    | Négociant Propriétaire à Marseillan |
|         |              |                                |                                 | |
| 1945    | 1958         | Louis Reboul                   | Rad.                            | Boucher Maire d'Agde de 1945 à 1953 |
| 1958    | 1964         | Louis Vallière                 | DVG-app.SFIO                    | Viticulteur Maire d'Agde de 1953 à 1965 |
| 1964    | 1970         | François Mas                   | Rad.-Rad.ind. soutenu par l'UNR | |
| 1970    | 1982         | Paul Balmigère                 | PCF                             | Ouvrier agricole Député (1962-1968 et 1973-1986) Maire de Béziers (1977-1983) Ancien conseiller général du Canton de Frontignan (1945-1951) |
| 1982    | 1994         | Guy Tourreau                   | RPR                             | Médecin, conseiller municipal d'Agde |
| 1994    | 2008         | Régis Passerieux               | PS                              | Enarque, avocat Maire d'Agde de 1989 à 2001                                                                                                 |
| 2008    | 2015         | Sébastien Frey                 | NC-UDI                          | Journaliste Adjoint au maire d'Agde |

### Conseillers d'arrondissement (de 1833 à 1940)
| Période | Période      | Identité                           | Étiquette               | Qualité |
| ------- | ------------ | ---------------------------------- | ----------------------- | --- |
| 1833    | 1852         | Prosper Sévère Savola Aubin        |                         | Propriétaire à Bessan                                                                                       |
| 1852    | 1861 (décès) | Charles-Étienne Duvern (1792-1861) |                         | Médecin et propriétaire foncier à Vias                                                                      |
| 1861    | 1871         | Victor Maffre                      |                         | Maire de Marseillan                                                                                         |
| 1871    | 1896 (décès) | Hippolyte Aubin                    | Républicain             | Propriétaire à Bessan                                                                                       |
| 1896    | 1900 (décès) | Honoré Muratet (1866-1900)         | Radical-socialiste POF  | Clerc d'avoir et agent d'assurance, Directeur de L'Etincelle, Agde                                          |
| 1900    | 1904         | Adolphe Pouget                     | Socialiste puis Radical | Exploitant agricole, conseiller municipal d'Agde                                                            |
| 1904    | 1910         | Étienne Mimard                     | Socialiste              | Commerçant en cycles, Marseillan                                                                            |
| 1910    | 1919         | Joseph Lignières                   | Radical                 | Maire de Bessan                                                                                             |
| 1919    | 1940         | Augustin Fabre                     | Union socialiste-SFIO   | Maire de Vias                                                                                               |
| 1940    |              |                                    |                         | Les conseils d'arrondissement ont été suspendus par la loi du 12 octobre 1940 et n'ont jamais été réactivés |

### Conseillers départementaux à partir de 2015
| Période élective | Période élective | Mandat | Mandat   | Identité                         | Nuance | Nuance | Qualité                                               |
| ---------------- | ---------------- | ------ | -------- | -------------------------------- | ------ | ------ | ----------------------------------------------------- |
| 2015             | 2021             | 2015   | 2021     | Marie-Christine Fabre de Roussac |        | LR     | Adjointe au Maire de Marseillan                       |
| 2015             | 2021             | 2015   | 2021     | Sébastien Frey                   |        | UDI    | Premier adjoint au Maire d'Agde                       |
| 2021             | 2028             | 2021   | en cours | Marie-Christine Fabre de Roussac |        | LR     | Conseillère sortante                                  |
| 2021             | 2028             | 2021   | en cours | Sébastien Frey                   |        | UDI    | Conseiller sortant, premier adjoint puis maire d'Agde |

### Résultats détaillés

#### Élections de mars 2015
À l'issue du 1er tour des élections départementales de 2015, deux binômes sont en ballottage : Stéphanie Berger-Galzy et Philippe Tosello-Pace (FN, 39,12 %) et Marie-Christine Fabre De Roussac et Sébastien Frey (Union de la Droite, 36,2 %). Le taux de participation est de 52,27 % (20 708 votants sur 39 615 inscrits) contre 51,87 % au niveau départemental et 50,17 % au niveau national.
Au second tour, Marie-Christine Fabre De Roussac et Sébastien Frey (Union de la Droite) sont élus avec 54,77 % des suffrages exprimés et un taux de participation de 56,67 % (11 008 voix pour 22 222 votants et 39 214 inscrits).

#### Élections de juin 2021
Le premier tour des élections départementales de 2021 est marqué par un très faible taux de participation (33,26 % au niveau national). Dans le canton d'Agde, ce taux de participation est de 32,13 % (13 679 votants sur 42 579 inscrits) contre 33,27 % au niveau départemental. À l'issue de ce premier tour, deux binômes sont en ballottage : Marie-Christine Fabre de Roussac et Sébastien Frey (Union à droite, 44,22 %) et Henri Couquet et Fabienne Varesano (RN, 36,91 %).
Le second tour des élections est marqué une nouvelle fois par une abstention massive équivalente au premier tour. Les taux de participation sont de 34,36 % au niveau national, 34,7 % dans le département et 34,39 % dans le canton d'Agde. Marie-Christine Fabre de Roussac et Sébastien Frey (Union à droite) sont élus avec 58,85 % des suffrages exprimés (7 892 voix pour 14 640 votants et 42 571 inscrits)
| Commune     | Premier tour | Premier tour | Premier tour |         | Second tour | Second tour |
| Commune     | UDI-LR       | RN           | EÉLV-PCF     | UDI-LR  | RN          |             |
| ----------- | ------------ | ------------ | ------------ | ------- | ----------- | ----------- |
| Commune     |              |              |              |         |             |             |
| Agde        | 43,69 %      | 37,27 %      | 19,04 %      | 58,03 % | 41,97 %     |             |
| Bessan      | 59,57 %      | 27,18 %      | 13,25 %      | 69,94 % | 30,06 %     |             |
| Marseillan  | 43,81 %      | 38,04 %      | 18,16 %      | 60,14 % | 39,86 %     |             |
| Portiragnes | 41,00 %      | 38,33 %      | 20,67 %      | 54,38 % | 45,62 %     |             |
| Vias        | 34,32 %      | 41,99 %      | 23,69 %      | 52,74 % | 47,26 %     |             |
| Canton      | 44,22 %      | 36,91 %      | 18,88 %      | 58,85 % | 41,15 %     |             |

## Composition

### Composition avant 2015

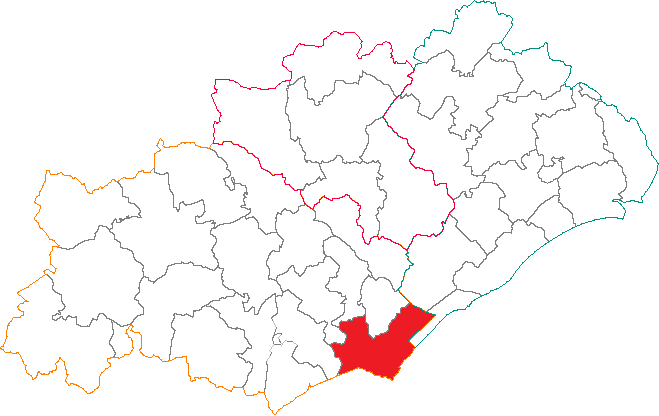
Situation du canton d'Agde dans le département de l'Hérault avant 2015.

Le canton regroupait quatre communes.
| Nom              | Code Insee | Codepostal | Superficie (km2) | Population (dernière pop. légale) | Densité (hab./km2) |
| ---------------- | ---------- | ---------- | ---------------- | --------------------------------- | ------------------ |
| Agde (chef-lieu) | 34003      | 34300      | 50,81            | 24 651 (2012)                     | 485                |
| Bessan           | 34031      | 34550      | 27,65            | 4 690 (2012)                      | 170                |
| Marseillan       | 34150      | 34340      | 51,71            | 7 884 (2012)                      | 152                |
| Vias             | 34332      | 34450      | 32,49            | 5 366 (2012)                      | 165                |

### Composition à partir de 2015
Le nouveau canton d'Agde comprend cinq communes entières.
| Nom                          | Code Insee | Intercommunalité               | Superficie (km2) | Population (dernière pop. légale) | Densité (hab./km2) | Modifier                                    |
| ---------------------------- | ---------- | ------------------------------ | ---------------- | --------------------------------- | ------------------ | ------------------------------------------- |
| Agde (bureau centralisateur) | 34003      | CA Hérault Méditerranée        | 50,81            | 29 612 (2022)                     | 583                | modifier les données · modifier les données |
| Bessan                       | 34031      | CA Hérault Méditerranée        | 27,65            | 5 705 (2022)                      | 206                | modifier les données · modifier les données |
| Marseillan                   | 34150      | CA Sète Agglopôle Méditerranée | 51,71            | 8 047 (2022)                      | 156                | modifier les données · modifier les données |
| Portiragnes                  | 34209      | CA Hérault Méditerranée        | 20,16            | 3 388 (2022)                      | 168                | modifier les données · modifier les données |
| Vias                         | 34332      | CA Hérault Méditerranée        | 32,49            | 5 960 (2022)                      | 183                | modifier les données · modifier les données |
| Canton d'Agde                | 3401       |                                | 182,82           | 52 712 (2022)                     | 288                | modifier les données                        |

## Démographie

### Démographie avant 2015
| 1962   | 1968   | 1975   | 1982   | 1990   | 1999   | 2006   | 2011   | 2012   |
| ------ | ------ | ------ | ------ | ------ | ------ | ------ | ------ | ------ |
| 17 280 | 19 099 | 20 581 | 23 077 | 29 406 | 34 566 | 38 341 | 41 884 | 42 591 |

### Démographie depuis 2015
En 2022, le canton comptait 52 712 habitants, en évolution de +7,13 % par rapport à 2016 (Hérault : +7,49 %, France hors Mayotte : +2,11 %).
| 2013   | 2018   | 2022   |
| ------ | ------ | ------ |
| 46 496 | 50 843 | 52 712 |

## Monuments ou sites remarquables
- Falaises volcaniques de la Conque du Cap d'Agde ;
- Mont Saint-Loup (ancien volcan) à Agde ;
- Cathédrale Saint-Étienne d'Agde ;
- Fort de Brescou à Agde ;
- Musée de l'Éphèbe du Cap-d'Agde ;
- Étang du Bagnas (réserve naturelle) ;
- Canal du Midi et Canalet ;
- Château Laurens à Agde.

## Galerie photographique

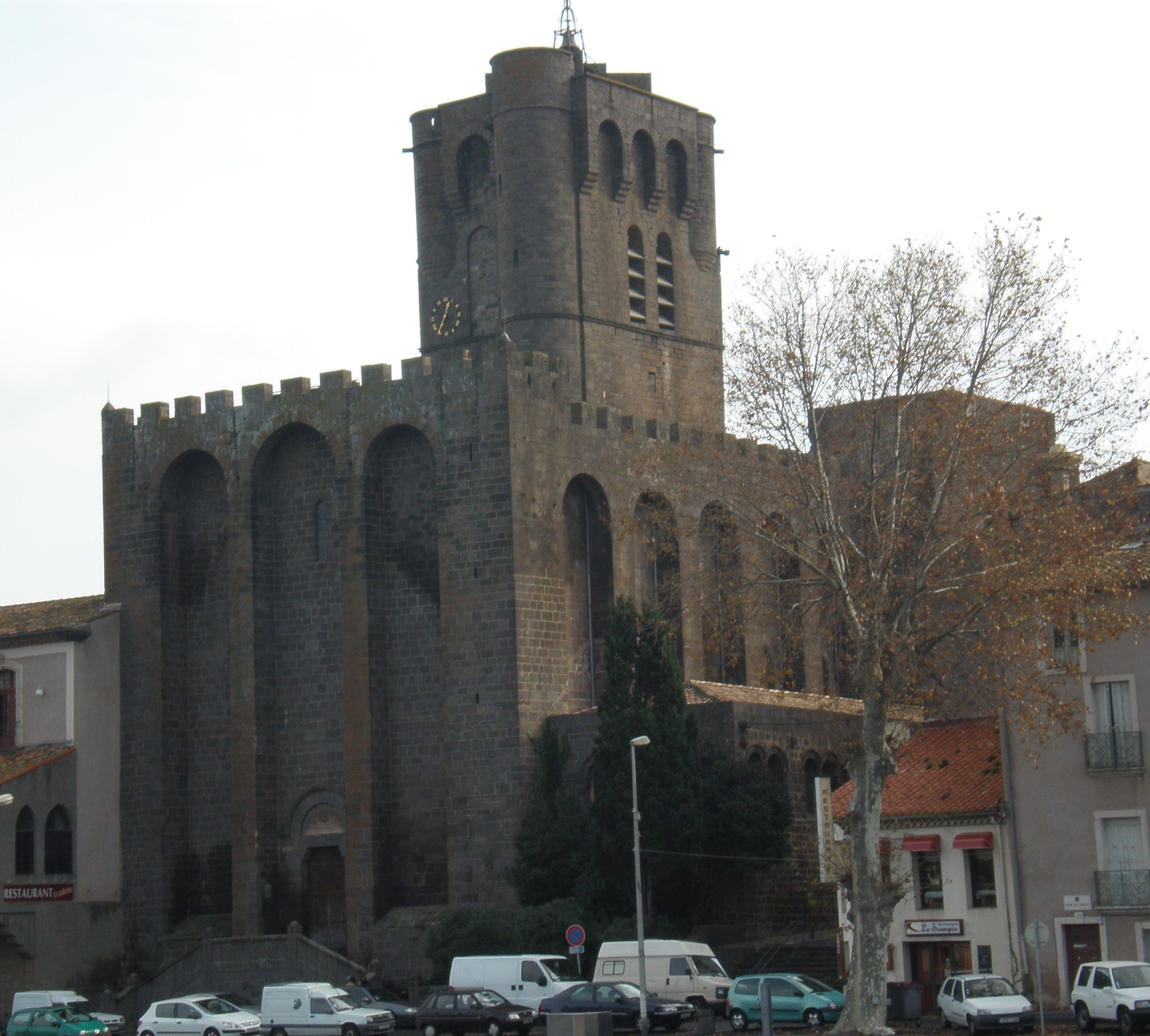
La cathédrale Saint-Étienne d'Agde.
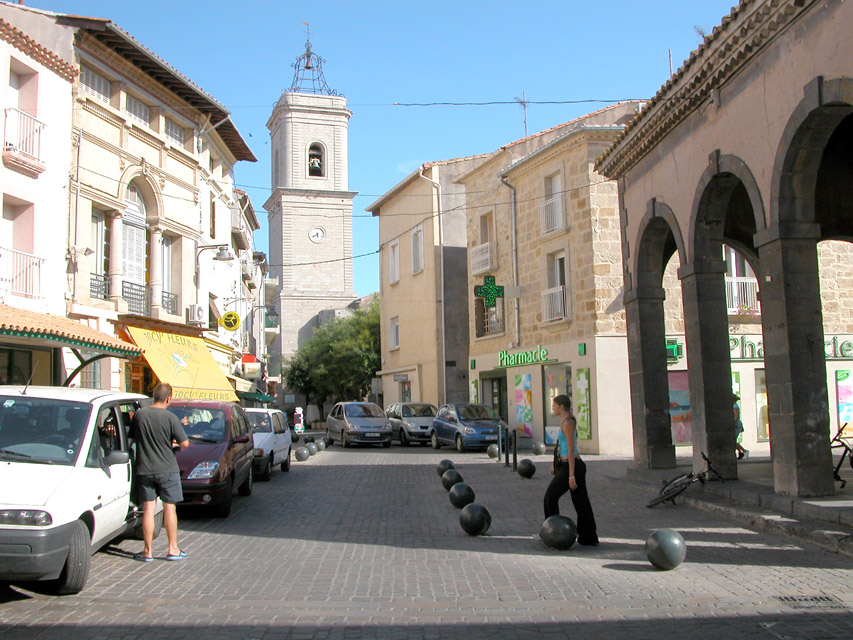
Village de Marseillan.